# Куленепробивне скло
Багатошарове захисне скло — має широке застосування в будівництві. Успішно конкурує з більш традиційними матеріалами, завдяки своїй високій міцності та безпечності.   Багатошарове скло дозволяє відмовитися від традиційних решіток, віконниць, металевих дверей, захисної жалюзі.

## Розподіл
Захисне скло за призначенням можна розділити на три групи
- ударостійке захисне скло (антивандальне) — використовується для захисту персоналу та цінностей при нападі з використанням «важких і тупих предметів»;
- вибухостійке скло — використовується для захисту персоналу та цінностей від руйнуючої дії вибухової хвилі;
- кулестійке (куленепробивне) захисне скло — використовується для захисту персоналу від нападу із застосуванням вогнепальної зброї.

## Застосування
- Ударостійке (антивандальне) скло класів P1A, P2A встановлюють на об’єктах, які не мають значних матеріальних цінностей і знаходяться під централізованою або внутрішньою фізичною охороною (продуктові магазини, ресторани, бари, установи, офіси, промислові приміщення). При постійному знаходженні матеріальних цінностей поблизу вітрин і вікон клас стійкості захисного засклення повинен бути більшим.
- Ударостійке (антивандальне) скло класів P3A, P5A встановлюють:
  - на об'єктах, які мають матеріальні цінності високої споживчої вартості, історичні і культурні цінності і цінності, які знаходяться під централізованою або внутрішньою фізичною охороною;
  - в операційних залах банків, приміщеннях органів управління і влади (якщо не потрібно встановлення кулестійкого скла), торгових залах ювелірних магазинів, магазинах зброї, в аптеках (при умові відсутності в них у неробочий час дорогоцінних металів, наркотиків);
  - в музеях, картинних галереях (у вигляді екранів, вітрин для захисту окремих експонатів в експозиційних залах).
- Ударостійке (антивандальне) скло класів P6B, P7B (стійке до пробивання) встановлюють:
  - на об'єктах, що не мають значних матеріальних цінностей, при відсутності централізованої або постійної фізичної охорони;
  - в складських приміщеннях незалежно від видів охорони;
  - в сховищах, депозитаріях музеїв, які знаходяться під централізованою або постійною фізичною охороною.
- Ударостійке (антивандальне) скло класів P7B, P8B (стійке до пробивання) встановлюють:
  - на об'єктах, які мають матеріальні цінності високої споживчої вартості, при відсутності централізованої або внутрішньої фізичної охорони;
  - в торгових залах ювелірних магазинів, магазинів зброї, аптеках при наявності в них у неробочий час дорогоцінних металів, наркотиків, кас із грішми (незалежно від виду охорони);
  - у внутрішніх приміщеннях банків (якщо не потрібне встановлення кулестійкого скла);
  - в сховищах і депозитаріях музеїв, які не мають централізованої або внутрішньої фізичної охорони.
- Вибухостійке скло встановлюється на об'єкти будь-якого виду при можливості загрози терористичних нападів із застосуванням вибухових пристроїв.
- Кулестійке (куленепробивне) скло може встановлюватись на об'єкти будь-якого виду при можливості загрози збройного нападу на персонал або відвідувачів цих об'єктів. Клас захисту вибирають, виходячи з криміногенних обставин. Кулестійким склом необхідно захищати:
  - місця видачі грошей в касах великих підприємств, закладів, організацій;
  - пункти обміну валюти;
  - робочі місця касирів банків, що працюють в операційних залах;
  - робочі місця операторів автозаправочних станцій;
  - внутрішні пости охорони банків, ювелірних магазинів, стрілецьких тирів;
  - робочі місця співробітників чергових частин органів внутрішніх справ.

Будь-яке вікно в захисній зоні повинно бути закрито кулестійким склом того ж класу, що встановлене всередині приміщення.

## Випробування
Багатошарове ударостійке скло класу захисту P1A—P5A випробовують сталевою кулею масою 4 кг, що падає з висоти 1500—9000 мм. Сталеву кулю скидають 3 рази в різні місця, що творять вершини рівностороннього трикутника. Допускається руйнування скляної поверхні, але куля повинна залишатися на поверхні виробу хоча б 5 секунд після моменту вдаряння. Клас захисту визначається висотою падіння кулі.
Багатошарове ударостійке скло класу захисту P6B—P8B випробовують багаторазовим вдарянням молотком або сокирою. Клас захисту визначається кількістю ударів, які приводять до пробивання багатошарової композиції.
Вибухостійке скло (клас захисту К1—К14) повинно зберігати цілісність при дії вибуху тротилового заряду. Клас захисту визначається масою заряду та відстанню від місця вибуху.